# Vårdnadshavare
Vårdnadshavare är den eller de personer som har den rättsliga vårdnaden (det vill säga är juridiskt ansvariga) för ett barn. Det kan antingen vara en eller båda föräldrarna eller en person utsedd av domstol eller genom annan procedur, beroende på jurisdiktionen ifråga. Vårdnadshavaren är normalt också förmyndare för barnet. En äldre synonym till vårdnadshavare är målsman.
Vårdnaden om ett barn består till dess att barnet uppnår myndighetsålder. Historiskt och i en del länder blir man myndig främst genom andra kriterier, såsom att man ingått äktenskap eller klarar att försörja sig.
- Då modern är gift när barnet föds får i Sverige båda makarna automatiskt gemensam vårdnad om barnet, detta eftersom lagen om faderskapspresumtion som tydligen[förtydliga] bara fungerar om man är gifta och inte för ogifta par. Faderskapspresumtion kan även tilldela en ny man faderskap om modern blir änka under graviditet och gifter om sig innan födseln.[1]
- För ogifta föräldrar blir modern alltid tilldelad ensam vårdnadshavare vid födsel, oavsett om det finns faderskapsbekräftelse. Vill ogifta par få gemensam vårdnad över barnet måste de ansöka om det tillsammans hos Skatteverket och då endast om modern samtycker skriftligt, annars måste den andra föräldern väcka talan i domstol via stämningsansökan. Gifter sig föräldrarna efter barnets födelse kan de automatiskt få gemensam vårdnad om barnet. Ogifta föräldrar kan i Sverige, i samband med att faderskapet fastställs hos socialnämnden, anmäla att de önskar gemensam vårdnad om barnet. Svenska medborgare kan även anmäla gemensam vårdnad till folkbokföringsmyndigheten.

Vid en eventuell senare skilsmässa består i Sverige den gemensamma vårdnaden. Det innebär att föräldrarna ska fortsätta att tillsammans bestämma om viktiga frågor som rör barnet, men det behöver inte innebära att barnet ska bo lika mycket hos vardera föräldern.
Om en av föräldrarna begär att vårdnaden ska utövas av en av föräldrarna ensam ska i Sverige tingsrätten fatta ett beslut i frågan, utifrån vad som bedöms vara bäst för barnet. Tingsrätten kan begära att en vårdnadsutredning ska genomföras av socialtjänsten innan den fattar ett slutligt beslut. I avvaktan på ett sådant beslut kan tingsrätten fatta ett tidsbegränsat beslut (interimistiskt beslut), som gäller till dess att ett slutligt beslut kan fattas. 
Efter verkställande av definitivt beslut har barnet i Sverige fortfarande umgängesrätt till den förälder som inte har vårdnaden, eller inte bor tillsammans med. Denna rätt kan dock vara svår att utöva om boföräldern motsätter sig umgänget. Den andra föräldern har då möjlighet att stämma motparten till tingsrätten och driva en civilrättslig rättegång om umgängesrätt. Den förälder som hindrar umgänge för barnet med den andra föräldern gör sig skyldig till umgängessabotage vilket lagen ser högst allvarligt på och kan på så vis riskera straffåtgärder samt förlora vårdnaden.